# Bastet

Bastet, portando el anj y un sistro

Bastet o Bast es una diosa del antiguo Egipto, adorada desde la Segunda Dinastía (2890 a. C.). Representa la protección, el amor y la armonía. Protectora de los hogares y templos. Fue la diosa de la guerra en el Bajo Egipto, región del Delta del Nilo, antes de la unificación de las culturas del antiguo Egipto.
- Nombre egipcio: Bastet.[2]
- Nombre griego: Bastis.
- Deidad griega: Artemisa.[3]

## Iconografía
Se representaba bajo la forma de un gato doméstico, o bien como una mujer con orejas, cola, dientes y ojos de gato, que siempre lleva un ankh (cruz de la vida egipcia) o en otros casos un sistro (instrumento musical), debido a que le agradaba especialmente que los humanos bailaran y tocaran música en su honor.

## Mitología
Es la personificación de los cálidos rayos del Sol y ejercía sus poderes benéficos. Encarnaba los aspectos pacíficos de diosas peligrosas como Sejmet, que expresaban las cualidades maléficas del Sol. Como ojo de Atum, estaba asociada a la Luna y protegía los nacimientos y a las embarazadas de las enfermedades y los malos espíritus.  
Es una diosa pacífica, pero cuando se enfada se transforma en una leona, asimilándose a la diosa Sejmet y, algunas veces, es mucho más violenta que ésta. Al igual que el animal totémico que la representa, Bastet era una diosa impredecible que podía mostrarse tierna o feroz en cualquier momento. 
Se la identificaba con la estrella Sirio, de quien se la consideraba «Señora», y con la deidad sumeria Inanna. Según algunos eruditos, como M. Oldfield Howey, su nombre significa «la desgarradora», pese a su carácter principalmente benigno.

## Culto

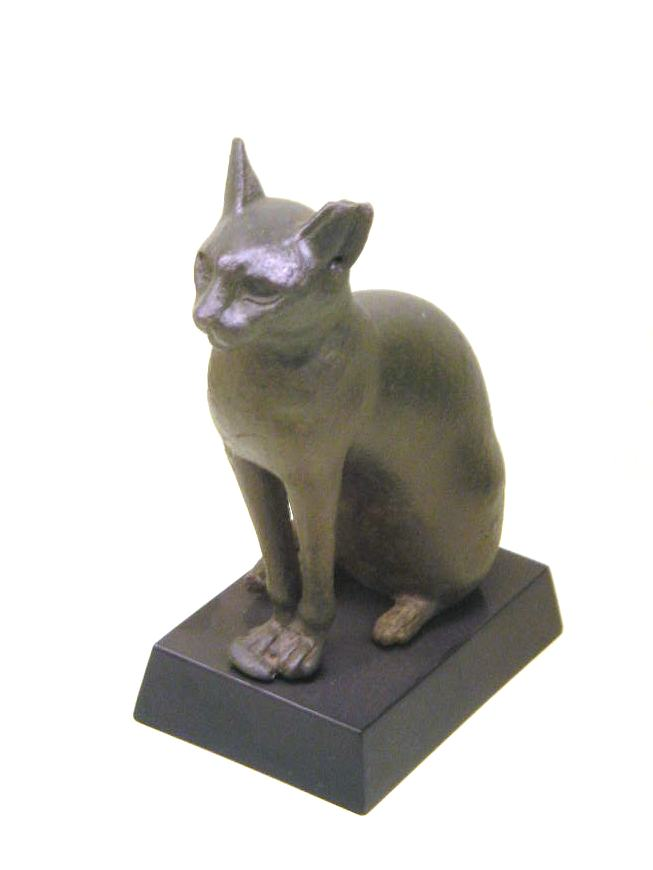
Estatua de Bastet. Los egipcios consideraban a los gatos como manifestaciones de la diosa Bastet

Su culto se remonta a los primeros tiempos de la civilización egipcia, habiendo ganado notoriedad más tarde, y se la menciona en los Textos de las Pirámides y el Libro de los muertos.
La antigua ciudad de Bubastis (hoy Zagazig, en el delta del Nilo) estaba consagrada a su culto, y de allí proceden centenares de gatos momificados que fueron enterrados en su memoria. Su culto fue tan importante que en sus templos se criaron gatos que eran su representación, y a la muerte de estos, eran cuidadosamente momificados, enterrándolos en tumbas específicas para ellos. Encontramos necrópolis de este tipo en Bubastis, Saqqara, Tanis, Beni Hassan y Tebas.
Los egipcios consideraban a los gatos como manifestaciones de la diosa Bastet y, cuenta la leyenda, que Egipto se rindió ante los persas cuando estos portaron gatos en sus escudos, ya que los persas sabían que los egipcios eran capaces de rendirse antes de lastimar a algún gato. Así fue como perdieron a la ciudad de Pelusio, la actual Puerto Saíd.
En la ciudad de Bubastis se celebraba en honor a esta diosa la "Fiesta de la embriaguez", donde se consumía vino en abundancia, se bailaba y se hacía sonar la música. Esta fiesta se realizaba para que la diosa Bastet se mostrara contenta y halagada, y de este modo no tomara el aspecto de una leona enfurecida.
| W1 | t · t | B1 |

| W1 | t · t | B1 |